# Raymond Loewy

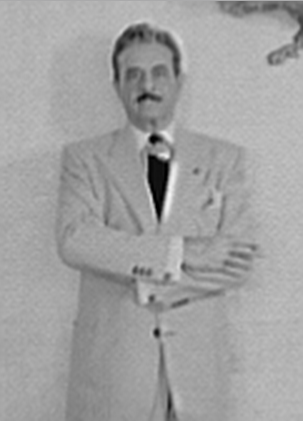
Raymond Loewy, 1950

Raymond Fernand Loewy (* 5. November 1893 in Paris; † 14. Juli 1986 in Monaco) war ein französisch-amerikanischer Industriedesigner und gilt als einer der bedeutendsten Gestalter der USA. Loewy ist insbesondere für seine Entwürfe im Stromlinien-Design bekannt. Teilweise wurde er sogar als Erfinder der Stilrichtung bezeichnet, was aber nachweislich falsch ist.

## Leben
Loewys Eltern waren der aus Wien stammende, in Frankreich aufgewachsene Journalist Maximillian «Max» Löwy (1860–1919) und dessen aus Frankreich stammende Frau Marie Labalme. Seine Großeltern wurden in Ungarn geboren.
Von 1905 bis 1910 studierte er Ingenieurwissenschaften an der Universität von Paris. Im Ersten Weltkrieg diente er im Ingenieurkorps sowie als Verbindungsoffizier zu den American Expeditionary Forces und wurde mit dem Croix de guerre und dem Kommandeurskreuz der Ehrenlegion ausgezeichnet. Nachdem seine Eltern 1919 an der Spanischen Grippe gestorben waren, emigrierten seine beiden älteren Brüder in die USA.
Im September 1919 folgte er ihnen in die USA. Sie wollten ihm eine Stelle bei General Electric vermitteln. Als bei der Überfahrt auf der S.S. France der Kapitän eine Auktion zugunsten der Familien schiffbrüchiger Seeleute veranstaltete, hatte er nichts anzubieten und fertigte eine Tuschezeichnung einer attraktiven, modern gekleideten Passagierin auf dem Promenadendeck an. Der Ersteigerer, der Britische Generalkonsul in New York, Harry Gloster Armstrong, schlug ihm vor, im Bereich commercial art work zu arbeiten, und gab ihm eine Empfehlung an einen befreundeten Zeitschriften-Herausgeber in New York City.
Zehn Jahre arbeitete er zunächst als Modezeichner. 1929 wurde er von Gestetner engagiert, das Aussehen eines Kopiergeräts, des Mimeographen zu verbessern. Im gleichen Jahr avancierte er zum Art Director der Westinghouse Electric Company, bevor er sich 1930 mit seinem eigenen Designstudio selbstständig machte. Ab 1931 entwarf er Hupmobile und von 1936 bis 1963 Studebaker. 1938 wurde Loewy amerikanischer Staatsbürger.

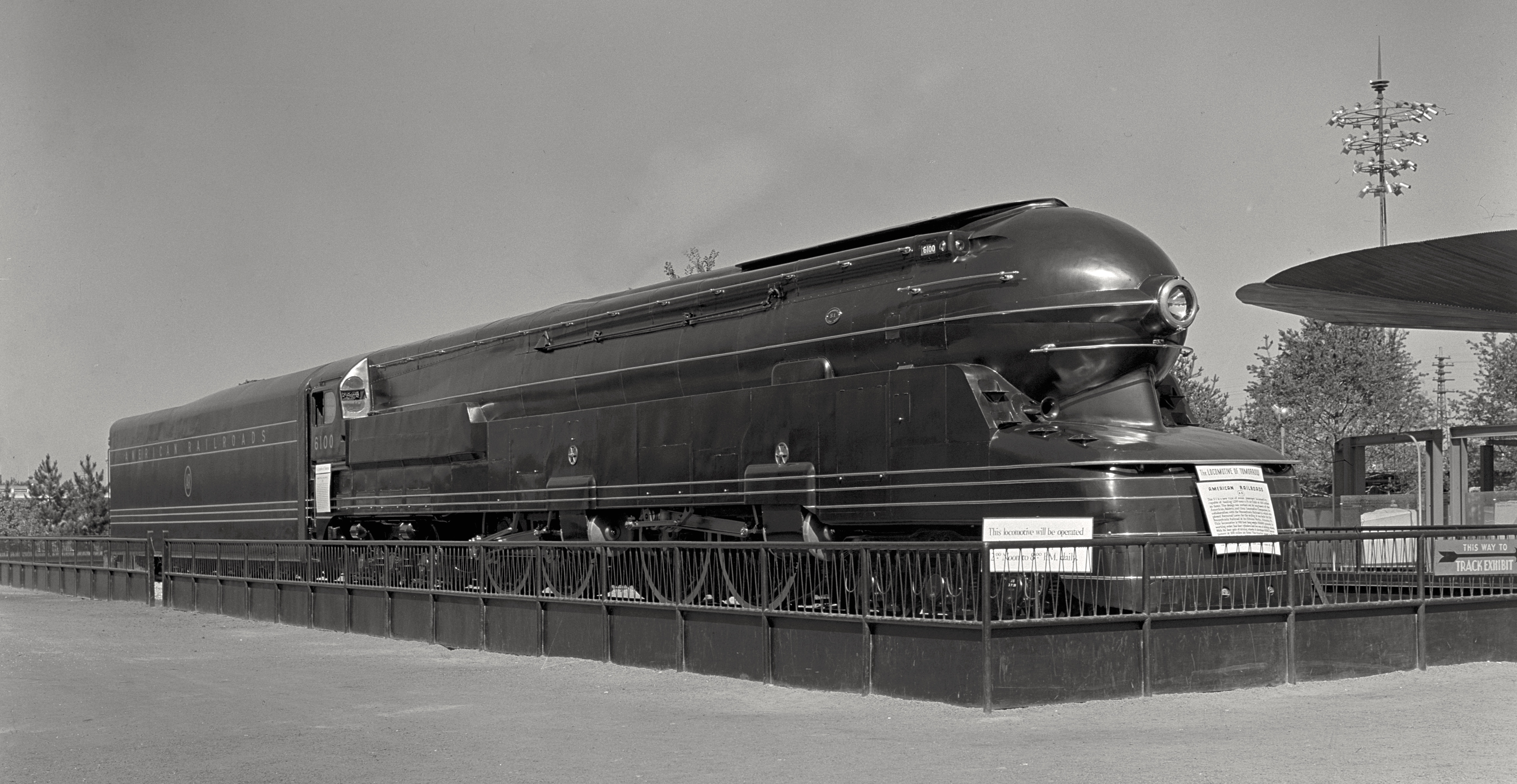
Die S1-Dampflokomotive mit Stromlinienverkleidung von Loewy
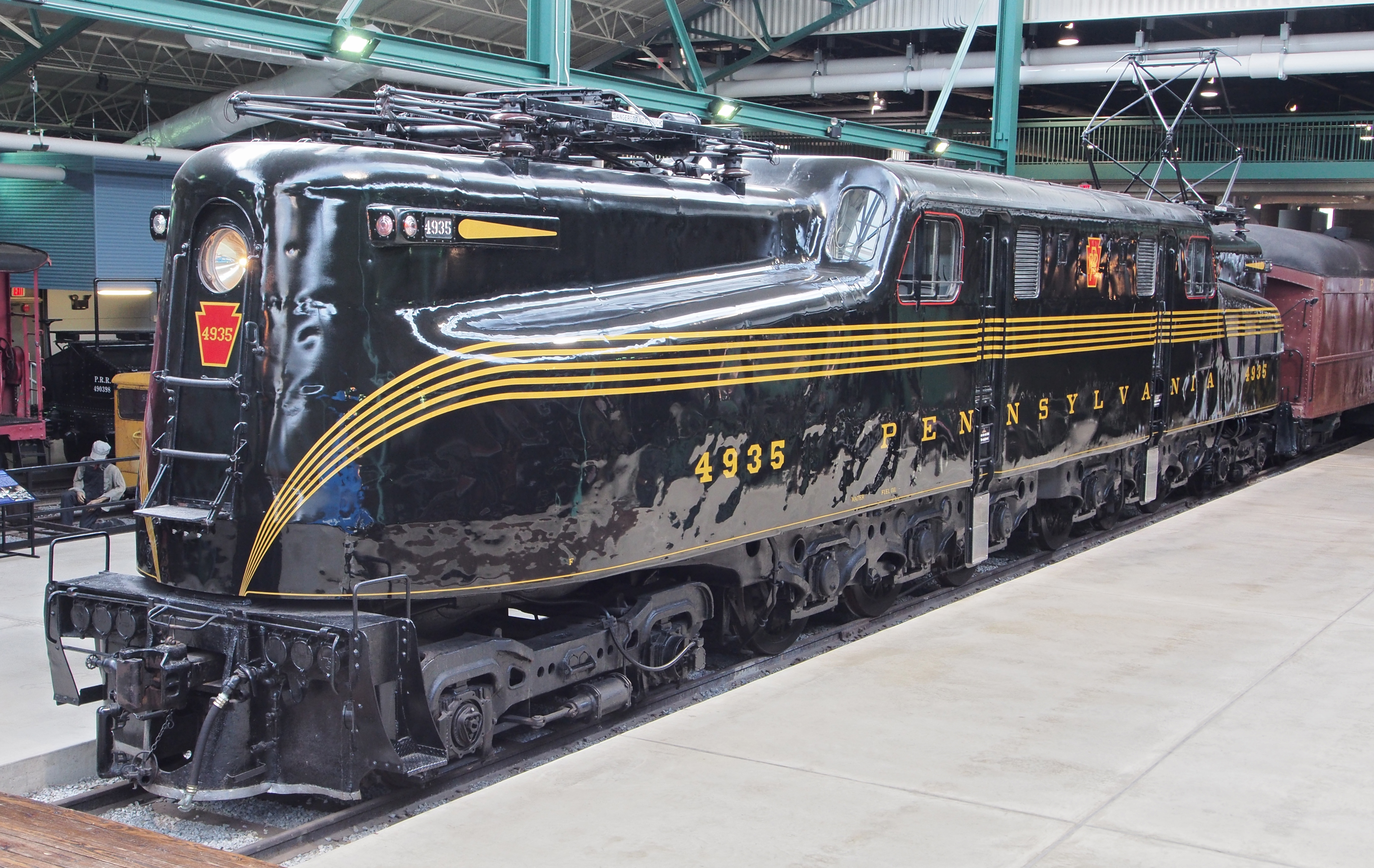
Das Design der Baureihe GG1 der Pennsylvania Railroad (PRR) stammt von Loewy
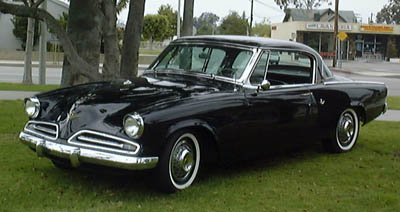
Studebaker Commander von 1953

Klappsitz für ein Schlafwagenabteil, entworfen von Raymond Loewy

Die Logos für den Lebensmittelkonzern SPAR und die Zigarettenmarke Lucky Strike sind zusammen mit der stromlinienverkleideten S1-Dampflokomotive und der GG1-Elektrolokomotive der Pennsylvania Railroad (PRR) die bekanntesten von Raymond Loewy gestalteten Formen. Außerdem entwarf Loewy zahlreiche Automobile wie zum Beispiel für Studebaker und den Greyhound-Bus Scenicruiser von 1954 sowie die Shell-Muschel.
Eine seiner bekanntesten Designmaximen und gleichzeitig der Titel seiner Autobiografie war Never leave well enough alone (Gib dich nie mit „So reicht's schon“ zufrieden). Im Deutschen war der Titel Hässlichkeit verkauft sich schlecht. Eine andere nannte er MAYA-Prinzip, wobei die vier Buchstaben für Most Advanced, Yet Acceptable („äußerst fortschrittlich, aber immer noch annehmbar“) stehen.
Loewy arbeitete in den 1950er Jahren für die Porzellan-Manufaktur Rosenthal AG in Selb und kreierte hier mit Richard S. Latham 1954 unter anderem das klassische Service Rosenthal Form 2000 mit vielen Dekors.

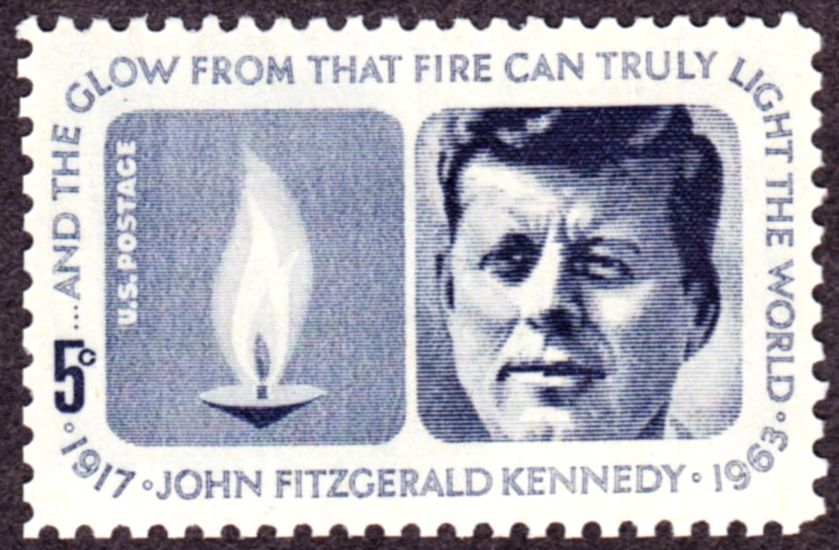
US-Gedenkbriefmarke für John F. Kennedy, Entwurf von Büro Loewy

Nach dem Attentat auf John F. Kennedy wurde das Büro von Raymond Loewy beauftragt, eine Gedenkbriefmarke zu gestalten. Für 500 US-Dollar übernahm er den Auftrag und entwarf 1964 die 5-Cent-John-Kennedy-Marke.
Für die Sowjets entwarf er einen Traktor.
1929 lernte er die dänisch-amerikanische Jean Thompson kennen, mit der er von 1931 bis 1945 verheiratet war. 1948 heiratete er die PR-Beraterin Viola Erickson (1922–1995), die einen Sohn mit in die Ehe brachte. Mit Erickson hatte er die Tochter Laurence Loewy (1953–2008), die später als Journalistin, Drehbuchautorin und TV-Produzentin arbeitete.
Nach einer großen Raymond-Loewy-Ausstellung 1990 in Berlin, gefördert vom Hersteller von Lucky Strike der BAT-Cigaretten, wurde in Deutschland die Raymond Loewy Foundation ins Leben gerufen. Später gründete man auch in anderen Ländern ähnliche Stiftungen. Die Stiftung verleiht in Deutschland den Lucky Strike Designer Award an prominente Gestalter mit internationalem Hintergrund. Auch ein Lucky Strike Junior Designer Award wird jährlich verliehen. Die Raymond Loewy Foundation dient dem BAT-Konzern als integraler Bestandteil der Marken- und PR-Strategie von Lucky Strike.

## Veröffentlichungen
- Never leave well enough alone. 1951, (Inhaltsverzeichnis.)
- Häßlichkeit verkauft sich schlecht. Die Erlebnisse des erfolgreichsten Formgestalters unserer Zeit. Aus dem Amerikanischen übersetzt von Hans Achim Weseloh, Econ, Düsseldorf 1953.

## Film
- Der Designer des American Dream – Raymond Loewy. Dokumentarfilm, Frankreich, 2017, 52:05 Min., Buch und Regie: Jérôme de Missolz und Frédérique Bompuis, Produktion: arte France, Les Films du Tambour de Soie, Erstsendung: 18. Oktober 2017 bei arte, Inhaltsangabe von ARD.